# Limbi bantu

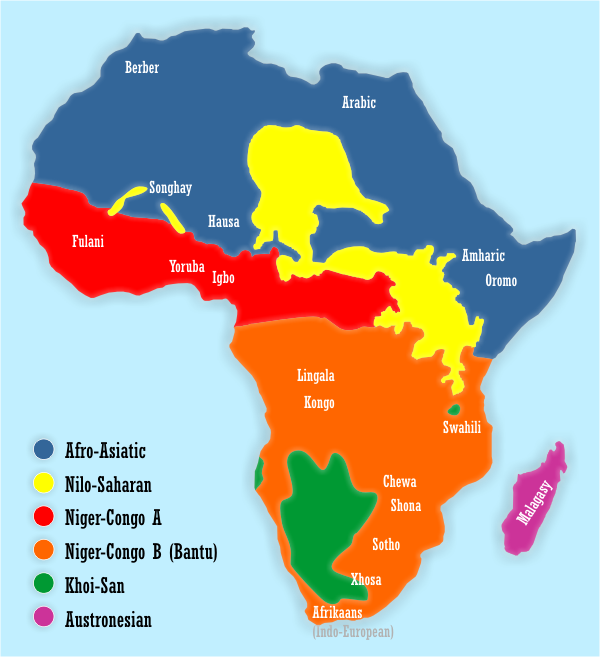
Răspândirea limbilor bantu în Africa (cu portocaliu)

Limbile bantu alcătuiesc o ramură tradițională de limbi nigero-congoleze. Există aproximativ 250 de limbi bantu bazându-se pe criteriul inteligibilității mutuale, dar distincția dintre dialect și limbă este adesea neclară, iar publicația lingvistică Ethnologue listează 535 de limbi bantu. 